# アラ (レコード会社)
アラ（ブルガリア語: Ара Аудио-Видео, ラテン文字転写: Ara Audio-Video）は、ブルガリアのレコード会社。ブルガリアのポップ・フォークや民俗音楽が中心。音楽専門のテレビチャンネルFEN TVおよびBalkanika Music Televisionを運営している。

## 主な所属アーティスト
- アリシア
- エマヌエラ
- カリ
- コンデョー
- ジーナ・ストエヴァ
- テオドラ
- ルミナ
- レニ

### 元所属アーティスト
- ターニャ・ボエヴァ
- ソフィ・マリノヴァ

## テレビ局
テレビ局FEN TV Ltd.（ФЕН ТИ ВИ ООД）を所有。同社はアラ所属歌手の音楽を放送するテレビ・チャンネルFEN TV（ФЕН ТВ）、およびブルガリアを含むバルカン半島諸国の音楽を幅広く放送するチャンネルBalkanika Music Televisionを運営している。